# Ульріх III (граф Вюртембергу)
Ульріх III (нім. Ulrich III.; 1291/1294– 11 липня 1344) — 8-й граф Вюртембергу в 1325—1344 роках. Продовжив розширювати володіння в південній Швабії та Ельзасі.

## Життєпис
Походив з Вюртемберзького дому. Син Ебергарда I, графа Вюртембергу, та його другої дружини Матильди Лотаринзької. Народився між 1291 та 1294 роками. Замолоду став брати участь у військових та державних справах Вюртембергу. Початок поклала війна з імперськими містами Швабії, а потім проти імператорських військ, оскільки на Ебергарда I 1309 року було накладено імперську опалу. 1312 року оженився на представниці Ельзаських Скарпоннів, завдяки чому отримав низку феодів в Ельзасі.
1319 року від імені батька уклав союз з Фрідріх Габсбургом, що боровся за трон Німеччини з Людвігом Віттельсбахом. Втім 1322 року після битви під Мюльдорфом разом з батьком перейшов на бік Віттельсбаха.
1325 року після смерті батька став новим графом Вюртемберзьким. Невдовзі відновив угоду з Фрідріхом Габсбургом. Разом з тим підтримував гарні стосунки з імператором Людвігом IV, особливо після 1330 року. Це дозволило йому отримати посаду рейхсландфогта в Нижній Швабії. 1336 року за посередництва імператора домовився з Конрадом II фон Шлюссельбергом (одруженого з небогою Ульріха III) про продаж замку, графства Грюнінген з посадою рейхсштюрмеферена (імперського кінного прапороносця) за 6 тис. галерів. Слідом за цим отримав від імператора право на імперське місто Грюнінген та покровительство над місцевою церквою. 1338 року отримав права на графство Еберштайн. 
На відміну від батька намагався збільшувати володіння дипломатичними заходами, наданням кредитів містам і місцевим графам. Особливо значним боржником були пфальцграфи Тюбінгену, в яких придбав міста Файгінген-ан-дер-Енц і Тюбінген відповідно 1339 і 1342 року.
У 1344 році за не зовсім зрозумілих обставин загинув в Ельзасі. Йому спадкували сини Ебергард II і Ульріх IV, що стали спільно керувати Вюртембергом.

## Родина
Дружина — Софія, донька Теобальда Скарпонна, графа Пфірт і ландфогта Ельзаса.
Діти:
- Ебергард (бл. 1315—1392), 9-й граф Вюртембергу
- Ульріх (бл. 1320—1366), 10-й граф Вюртембергу